# 吉勒·贝罗拉蒂
吉勒·贝罗拉蒂（法語：Gilles Berolatti，1944年5月4日—），生于巴黎，法国男子击剑运动员。他曾获得1968年夏季奥运会男子花剑团体金牌和1972年夏季奥运会男子花剑团体铜牌。